# Breitenfeld (Gemeinde Göpfritz)
Breitenfeld ist eine Ortschaft und eine Katastralgemeinde der Marktgemeinde Göpfritz an der Wild im Bezirk Zwettl in Niederösterreich. Die Ortschaft hat 175 Einwohner (Stand 1. Jänner 2024). Bis Ende 1970 war Breitenfeld eine eigenständige Gemeinde.

## Geografie
Das Dorf liegt nördlich von Göpfritz an der Landesstraße L8038, von der beim Ort die Landesstraße L8110 und L8111 abzweigen. Zur Ortschaft zählt auch die Lage Stadlerhaus, die sich ganz im Süden an der Waldviertler Straße befindet.

## Siedlungsentwicklung
Zum Jahreswechsel 1979/1980 befanden sich in der Katastralgemeinde Breitenfeld insgesamt 71 Bauflächen mit 40.961 m² und 90 Gärten auf 29.031 m², 1989/1990 gab es 80 Bauflächen. 1999/2000 war die Zahl der Bauflächen auf 255 angewachsen und 2009/2010 bestanden 99 Gebäude auf 259 Bauflächen.

## Geschichte
Laut Adressbuch von Österreich waren im Jahr 1938 in der Ortsgemeinde Breitenfeld ein Bürstenbinder, ein Gastwirt, ein Gemischtwarenhändler, zwei Schmiede, zwei Wagner und einige Landwirte ansässig.
Mit 1. Jänner 1971 wurden im Zuge der Niederösterreichischen Kommunalstrukturverbesserung die bis dahin selbständigen Gemeinden Breitenfeld, Kirchberg an der Wild, Merkenbrechts, Scheideldorf, Schönfeld und Weinpolz nach Göpfritz an der Wild eingemeindet.

## Bodennutzung
Die Katastralgemeinde ist landwirtschaftlich geprägt. 474 Hektar wurden zum Jahreswechsel 1979/1980 landwirtschaftlich genutzt und 105 Hektar waren forstwirtschaftlich geführte Waldflächen. 1999/2000 wurde auf 458 Hektar Landwirtschaft betrieben und 110 Hektar waren als forstwirtschaftlich genutzte Flächen ausgewiesen. Ende 2018 waren 448 Hektar als landwirtschaftliche Flächen genutzt und Forstwirtschaft wurde auf 107 Hektar betrieben. Die durchschnittliche Bodenklimazahl von Breitenfeld beträgt 32,1 (Stand 2010).